# 陈塘支线铁路
陈塘支线铁路，也称铁路陈塘庄支线，是中国天津市连接京沪铁路和西营门货场、陈塘庄货场的一条铁路支线，是服务天津市区西南重要货运支线铁路。
陈塘庄曾是天津港内河港区的危险品码头。

## 历史
1908年7月，津浦铁路在天津良王庄开工。为了便于筑路的装备、材料沿水路运至陈塘庄的海河码头卸下就近组装后运往筑路施工现场，1908年8月良王庄至陈塘庄支线铁路开工修筑，全长24.58公里，称良陈支线，该支线于1909年8月竣工，陈塘庄站也随之建成通车。1912年11月28日，津浦铁路全线开通。1913年，陈塘庄站对外办理业务。1939年，日军拆除了良陈支线和陈塘庄站。
1957年，铁道部利用原良陈支线的部分路地，并购置新的路地，修建了由天津西站至陈塘庄间的支线铁路和陈塘庄站。全长23.1公里，1959年4月投入运营。
2000年，陈塘庄站为二等货运站，隶属于天津西站，全年完成货物发送量194.7万吨，从车站出岔、接轨的地方企业专用线股道达37条。2010年，陈塘庄站整体拆除，在站址建设铁路职工大型住宅区。
2017年12月1日陈塘庄支线西营门站以南区段和李港铁路李七庄站至芦南线路所区段停运，天津南环铁路由西南环线铁路（周芦支线）接入京沪铁路。
陈塘支线停运后，市政府曾考虑将其改造成现代化市郊铁路，重新开行市郊列车，但遭到市民抵制。根据目前计划，市区段将改造为绿道公园。

## 与其他铁路的连接
- 天津西站、杨柳青站：京沪铁路